# 부처

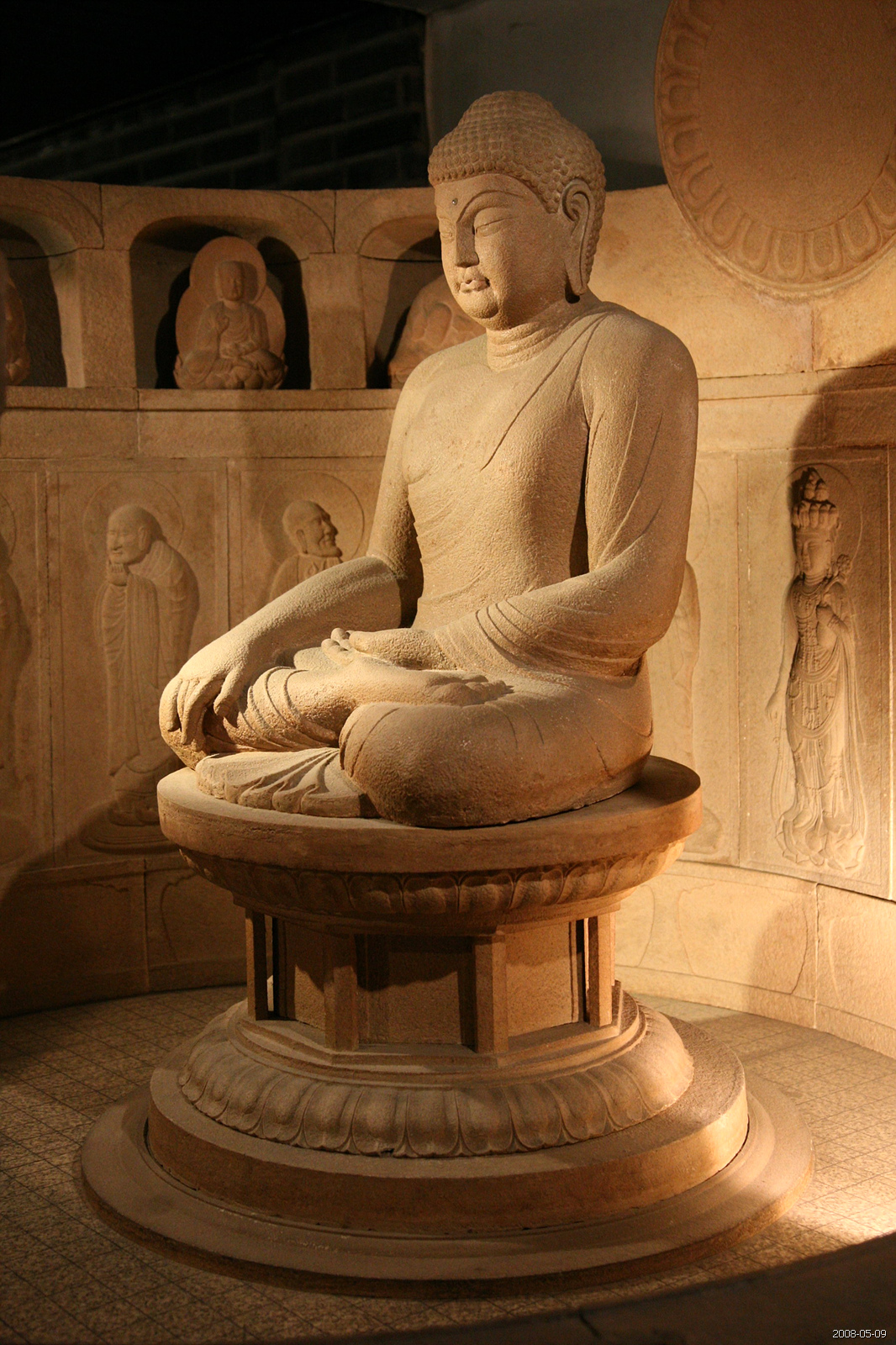
삼매에 든 석가모니불 (석굴암)

부처(佛陀, 산스크리트어: बुद्ध 붓다)는 산스크리트어로 "깨달은 자", "눈을 뜬 자"라는 뜻으로, 불교에서 깨달음을 얻은 사람을 부르는 말이다. 불교에서 모든 생물은 전생의 업보를 안고 살며 그 업보가 사라질 때까지 윤회한다고 하는데, 해탈에 이르러 완전한 깨달음을 얻으면 윤회를 벗어난다고 한다. 석가모니 부처는 누구나 부처가 될 수 있다고 설하였으며 이 부처가 됨을 성불(成佛)이라 한다. 깨달은 자는 누구든 부처라고 할 수 있지만, 보통은 석가모니불(Gautama Buddha)을 가리킨다. 석가모니불 이외에도 과거불(佛)이 있다. 상좌부 불교에서는 현재까지 출현한 부처가 총 28명이라고 한다. 미래에는 미륵불이 출현한다고 한다.

## 여러 부처
- 석가모니불
- 아미타불 (나무아미타불)
- 비로자나불
- 미륵불
- 약사여래
- 노사나불
- 연등불

## 어원
부처는 산스크리트어 붓다(산스크리트어: बुद्ध, Buddha)가 한문 불체(佛體)를 거쳐서 들어온 말이다.

## 참고 하기
- 불멸기원

## 같이 보기
- 불교 용어 목록
- 보살 목록